# Premio Capo D'Orlando
Il Premio Capo D'Orlando, promosso dal Museo mineralogico campano, è un riconoscimento assegnato a Vico Equense dal 1999 "a chi opera con grandi risultati nel mondo della ricerca multidisciplinare, nel settore della divulgazione e del giornalismo scientifico, nella direzione dei musei, nella promozione della scienza attraverso Internet". 

## Storia
L'idea del riconoscimento risale all'estate del 1998, quando il dr. Umberto Celentano, direttore del  
Museo mineralogico campano, lesse sul mensile Nature un articolo sul Scipionyx samniticus, un fossile di dinosauro popolarmente chiamato "Ciro", scoperto a Pietraroja. Dopo aver avuto l'adesione del paleontologo Philip J. Currie, il dr. Celentano propose alla Fondazione Discepolo l'istituzione del premio, che ha come simbolo un pesce fossile rinvenuto a Capo D'Orlando, riprodotto su una targa d'argento. Il nome del premio deriva da una località fossilifera nei pressi di Vico Equense.
Il premio scientifico è stato attribuito e ritirato da ben 18 premi Nobel, tra i quali John F. Nash, Riccardo Giacconi, James D. Watson, Paul Krugman, Andre Geim, Venki Ramakrishnan, Paul Nurse e John Jumper. Il Prof. Giacconi è stato presidente onorario del premio dal 2007 fino alla sua scomparsa in dicembre 2018. Dal febbraio 2020 ne è presidente onorario il Prof. Paul Nurse, premio Nobel per la medicina.
La premiazione si svolge ogni anno, abitualmente nel mese di maggio, presso lo storico Castello Giusso, ed è articolata in sette sezioni: scienza, divulgazione scientifica, divulgazione culturale, comunicazione multimediale, management culturale, scienza e industria e scienza alimentare.

## Albo d'oro

### Scienza
- 1999 – Philip J. Currie
- 2000 – Derek Briggs
- 2001 – Giacomo Giacobini
- 2002 – Umberto Guidoni
- 2003 – John Forbes Nash
- 2004 – Christian Lefebvre
- 2005 – Riccardo Giacconi
- 2006 – Umberto Guidoni
- 2007 – Harold Kroto

- 2008 – Paul Jozef Crutzen
- 2009 – James Dewey Watson
- 2010 – Timothy Hunt
- 2011 – Paul Krugman
- 2012 – George Fitzgerald Smoot
- 2013 – Louis J. Ignarro
- 2014 – Erwin Neher
- 2015 – Andre Geim
- 2016 – Stefan W. Hell

- 2017 – Serge Haroche
- 2018 – Venki Ramakrishnan
- 2019 – Paul Nurse
- 2020 – May-Britt Moser
- 2021 – Peter J. Ratcliffe [4]
- 2022 – Emmanuelle Charpentier
- 2023 – Svante Pääbo
- 2024 – Richard Henderson
- 2025 – John Jumper[3]

### Divulgazione scientifica
- 2000 – Salvatore Giannella
- 2001 – Nicoletta Salvatori
- 2002 – Paola De Paoli
- 2003 – Sandro Boeri

- 2004 – Enrico Bellone
- 2005 – Giorgio Rivieccio
- 2006 – Arrigo Petacco
- 2007 – Paola Catapano

- 2008 – Roberto Vacca
- 2009 – Giovanni Caprara
- 2010 – Enrica Battifoglia
- 2025 – Cristiano Dal Sasso[3]

### Divulgazione culturale
- 2001 – Paco Lanciano
- 2002 – Mario Tozzi
- 2003 – Francesco Petretti
- 2004 – Roberto Giacobbo
- 2005 – Battista Gardoncini
- 2006 – Umberto Pellizzari
- 2007 – Piergiorgio Odifreddi
- 2008 – Syusy Blady e Patrizio Roversi

- 2009 – Roberto Olla
- 2010 – Donatella Bianchi
- 2011 – Alessandro Barbero
- 2012 – Giovanni F. Bignami
- 2013 – Edoardo Boncinelli
- 2014 – Derrick de Kerckhove
- 2015 – Giovanni Carrada
- 2016 – Anna Meldolesi

- 2017 – Bruno Arpaia
- 2018 – Valerio Rossi Albertini
- 2019 – Giorgio Calabrese
- 2020 – Silvia Bencivelli
- 2021 – Francesco Vaia
- 2022 – Enrico Alleva
- 2023 – Giuseppe Remuzzi
- 2024 – Paolo Nespoli

### Comunicazione multimediale
- 2005 – Massimo Armeni
- 2006 – Massimiliano Rosolino
- 2007 – Stefano Fantoni
- 2008 – Giovanni Minoli
- 2009 – Nicola Piovani
- 2010 – Andrea Ballabio
- 2011 – Renato Parascandolo

- 2012 – Agenzia Spaziale Italiana
- 2013 – Barbara Gallavotti
- 2014 – Marco Cattaneo
- 2015 – Dario Bressanini
- 2016 – Mario Orfeo
- 2017 – Luca Paolizzi
- 2018 – Telmo Pievani

- 2019 – Marino Niola
- 2020 – Beatrice Mautino
- 2021 – Luigi Vicinanza
- 2022 – Gennaro Sangiuliano
- 2023 – Giorgio Manzi
- 2024 – Gianfranco Bologna
- 2025 – Roberto Navigli[3]

### Management culturale
- 2000 – Giorgio Terruzzi
- 2001 – Anna Alessandrello
- 2002 – Michele Lanzigher
- 2003 – Enrico Giusti
- 2004 – Claudia Gili
- 2005 – Massimo Capaccioli
- 2006 – Flegrea Bentivenga
- 2007 – Peter S. Cottino
- 2008 – Fiorenzo Galli

- 2009 – Marco Valle
- 2010 – Paolo Galluzzi
- 2011 – Manuela Arata
- 2012 – Alain Elkann
- 2013 – Marco Salvatore
- 2014 – Marco Cattaneo
- 2015 – Paolo Jorio
- 2016 – Evelina Christillin

- 2017 – Mauro Felicori
- 2018 – Massimo Osanna
- 2019 – Antonio Gasbarrini
- 2020 – Annamaria Calao
- 2021 – Sylvain Bellenger
- 2022 – Fabio Pagano
- 2023 – Gabriel Zuchtriegel
- 2024 – Paolo Giulierini
- 2025 – Francesco Tafuri[3]

### Scienza e industria
- 2011 – Giorgio Squinzi
- 2012 – Gian Pietro Beghelli
- 2013 – Andrea Illy
- 2014 – Brunello Cucinelli
- 2015 – Massimo Moschini

- 2016 – Adolfo Guzzini
- 2017 – Luigi Lazzareschi
- 2018 – Catia Bastioli
- 2019 – Alberto Bombassei
- 2020 – Sonia Bonfiglioli

- 2021 – Carmelo Giuffrè
- 2022 – Alberto Candiani
- 2023 – Carlo Pontecorvo
- 2024 – Massimo Renda
- 2025 – Giovanni Lombardi[3]

### Scienza e alimenti
- 2019 – Matteo Lorito
- 2020 – Elisabetta Bernardi
- 2021 – Elisabetta Moro
- 2022 – Carla Ferreri
- 2023 – Maurizio Bifulco
- 2024 – Giovanni Scapagnini
- 2025 – Sara Farnetti[3]